# للیور ۲۵۴۸
سیارک ۲۵۴۸ (به انگلیسی: 2548 Leloir، نامگذاری:1975DA) دو هزار و پانصد و چهل و هشتمین سیارک کشف شده‌است که در ۱۶ فوریه ۱۹۷۵ کشف شد.
قدر مطلق سیارک برابر ۱۲٫۸۰ است.